# Julius Saaristo
Juho "Jussi" Julius Saaristo (Tampere, Pirkanmaa, 21 de juliol de 1891 – Tampere, 12 d'octubre de 1969) va ser un atleta finlandès, especialista en el llançament de javelina, que va competir a començaments del segle xx.
El 1912 va prendre part en els Jocs Olímpics d'Estocolm, on va disputar dues proves del programa d'atletisme. En el llançament de javelina a dues mans guanyà la medalla d'or, mentre en el llançament de javelina guanyà la medalla de plata.
Vuit anys més tard, després de l'obligat parèntesi de la Primera Guerra Mundial, als Jocs d'Anvers, va disputar la prova del llançament de javelina del programa d'atletisme, on fou quart.
Després de graduar-se en enginyeria mecànica i elèctrica, el 1915 es va allistar en l'exèrcit alemany i va ser assignat al 27è Batalló de Jägers. Durant la Primera Guerra Mundial va lluitar al front oriental, al riu Misa i al golf de Riga. El 25 de febrer de 1918 va tornar a Finlàndia, on va lluitar en la guerra civil finlandesa com a oficial. Posteriorment va continuar servint a l'exèrcit finlandès fins a la Segona Guerra Mundial. Va morir d'un càncer de coll.